# Chaetodipus lineatus
Chaetodipus lineatus är en däggdjursart som beskrevs av Walter Woelber Dalquest 1951. Chaetodipus lineatus ingår i släktet Chaetodipus och familjen påsmöss. IUCN kategoriserar arten globalt som otillräckligt studerad. Inga underarter finns listade i Catalogue of Life.
Denna gnagare förekommer i en mindre region i centrala Mexiko. Arten vistas i bergstrakter och på högplatå som ligger 1600 till 2400 meter över havet. Habitatet är klippiga öknar med några buskar och annan glest fördelad växtlighet.
Individerna är aktiva på natten och skapar bon vid växternas rötter eller i bergssprickor. De äter främst frön. Många frön kommer från kaktusfrukter av opuntiasläktet. Frukterna plockas av fåglar och större rester faller till marken. Gnagaren äter inte det röda fruktköttet.